# Trachodon
Il Trachodon ("dente grezzo") è un genere di dinosauro Hadrosauride, del Cretaceo superiore, i cui resti fossili furono rinvenuti presso la Formazione del Fiume Judith, nel Montana.
I resti principali di questo animale, sono i denti paragonati a quelli dell'ornitorinco per via di una duplice radice distintiva, presente anche nei ceratopsidi.
Joseph Leidy fu il primo a classificare i ritrovamenti frammentari del tracodonte, nel 1856. Da queste ossa, fu anche il primo ad attribuire il nome della specie, come: Deinodon, Palaeoscincus, Trachodon e Troodon. Trachodon fu il nome alla fine attribuito, proprio per via della forma dei denti. La sua classificazione rimane, però, ancora non del tutto completa ed il nome non è più tanto usato, eccetto in discussioni storiche, per cui è considerato un nomen dubium.

## Storia e classificazione
Nel 1856, Joseph Leidy ricevette resti frammentari dalla formazione del fiume Judith, raccolti da Ferdinand Vandeveer Hayden. Da queste ossa, ha fornito i primi nomi per i dinosauri nordamericani: Deinodon, Palaeoscincus, Trachodon e Troodon (allora scritto Troödon). [1] [5] La specie tipo di Trachodon è T. mirabilis. Il nome generico deriva dal greco τραχυς, trakhys, "ruvido", e όδον, odon, "dente", riferito alla superficie interna granulata di uno dei denti. Il nome specifico significa "meraviglioso" in latino.
Trachodon era basato su ANSP 9260, sette denti non associati, uno dei quali aveva radici doppie. Con resti migliori di Hadrosaurus, iniziò a riconsiderare la sua tassonomia e suggerì, almeno informalmente, che Trachodon dovrebbe riferirsi al dente a doppia radice, e gli altri denti dovrebbero essere riferiti a Hadrosaurus. [6] Nelle guerre ossee che seguirono, e la loro scia, la tassonomia di Trachodon e dei suoi parenti divenne sempre più confusa, [2] con un autore che arrivò al punto di affondare tutte le specie di adrosauri conosciute nel Trachodon tranne Claosaurus agilis, [7] ma come nuovo materiale è stato descritto dalla regione delle Montagne Rocciose, Alberta e Saskatchewan, gli autori successivi hanno iniziato a limitare progressivamente la portata di questo genere. [4] [8]
Nel 1942, e con la pubblicazione dell'influente monografia di Lull-Wright sui becchi d'anatra, il suo olotipo era considerato "tipico di tutti i generi di dinosauro adrosauro", tranne per il margine ruvido che gli ha dato il nome, e che essi consideravano dovuto a il dente non è stato utilizzato (p. 149). [9] Il nome non è più in uso, tranne che nelle discussioni storiche, ed è considerato un nomen dubium. [10] [11] [12]
Nel 1936, il paleontologo Charles Sternberg paragonò i denti olotipici di Trachodon mirabilis a quelli di adrosauridi più completamente conosciuti e notò che erano molto simili a quelli dei lambeosaurini. [4] È stato riferito che il paleontologo John R. Horner ha anche scoperto che i denti di Trachodon si confrontano bene con i denti di lambeosaurini, in particolare Corythosaurus, sebbene condividano anche somiglianze con il genere Prosaurolophus. [13]

### Specie
Numerose specie sono state riferite a questo genere. Qui vengono considerate solo quelle originariamente denominate come specie di Trachodon.
Specie Tipo: T. mirabilis Leidy, 1856 [1]
Altre specie:
T. amurense Riabinin, 1925 [14] (basato sulla raccolta IVP AS, uno scheletro parziale delle rocce del Cretaceo superiore delle rive del fiume Amur di Heilongjiang nel nord-est della Cina, modificato in T. amurensis e ora specie tipo di Mandschurosaurus) [15]
T. cantabrigiensis (nomen dubium) Lydekker, 1888 [16] (basato su BMNH R.496, un dente dentario della tarda età albiana Cretaceo inferiore Cambridge Greensand, Cambridgeshire, Inghilterra, considerato un dubbio adrosauride precoce) [11] [ 12]
T. longiceps (nomen dubium) Marsh, 1897 [17] (basato su YPM 616, un grande dentario destro con denti della formazione di lance del Cretaceo superiore di età maastrichtiana del Wyoming, Stati Uniti, successivamente assegnato ad Anatotitan) [11]
T. marginatus (nomen dubium) Lambe, 1902 [18] (basato su NMC 419, materiale postcranico dissociato; in seguito creò la specie tipo del genere Stephanosaurus marginatus [19] e poi si riferì a Kritosaurus come Kritosaurus marginatus, [20] che è non supportato da revisioni successive. [11] [12])
T. (Pteropelyx) selwyni (nomen dubium) Lambe, 1902 [18] (basato su NMC 290, un dentario con denti, dalla Formazione del Parco dei Dinosauri dell'Alberta; troppo frammentario per essere assegnato oltre Hadrosauridae) [11] [12]

## Paleobiologia
Appartenendo agli adrosauridi, il Trachodon sarebbe stato un grande erbivoro bipede / quadrupede. [12]

## Link vari
- (EN) Anatosaurus, su Enciclopedia Britannica, Encyclopædia Britannica, Inc.
- (EN) Trachodon, su Fossilworks.org.

- Timeline of hadrosaur research (il link non lo valida perché la pagina esiste solo in inglese).
- Eotrachodon